# لوني تونز 2 : الفخ (لعبة فيديو)
تايني تون 2: تروبل إن واكيلاند (بالإنجليزية:Tiny Toon Adventures 2: Trouble in Wackyland) أنتجت اللعبة سنة 1993 ، وتعمل بنظام نينتندو إنترتينمنت سيستم .

## قصة
يسعى بطل اللعبة باستر باني (الأرنب الأزرق) لإنقاذ أصدقائه من الفتى الشقي الغني، الذي يسعى لإذلال أصدقاء باستر باني.

## وصلات خارجية
- The World of Tiny Toon Adventures Game Information
- Tiny Toon Image Gallery Plus Game Information
- Tiny Toon Adventures 2: Trouble in Wackyland على موقع غيم فاكس
- Tiny Toon Adventures 2: Trouble in Wackyland at موبي جيمز